# Джоанна Квандт
Джоанна Квандт (нім. Johanna Quandt; (21 червня 1926 , Берлін  — 3 серпня 2015 , Бад-Гомбург, Гессен ) — німецька бізнесвумен-мільярдерка і вдова промисловця Герберта Квандта, який врятував компанію BMW від банкрутства. На момент смерті в 2015 році була 8-ою найбагатшою людиною в Німеччині (і найбагатшою жінкою цієї країни), 77-ою найбагатшою людиною у світі та 11-ю найбагатшою жінкою у світі за версією журналу Forbes.

## Кар'єра у BMW
У 1950-х роках Джоанна Квандт працювала секретарем в офісі свого майбутнього чоловіка та згодом стала його особистим помічником. Вони одружилися 1960 року. Після смерті чоловіка в 1982 році вона стала великим акціонером компанії BMW, входила до наглядової ради з 1982 року і до виходу на пенсію в 1997 році. Більшість цього часу працювала заступником голови ради директорів. На момент смерті їй належало 16,7 % акцій BMW.

## Особисте життя
Двоє дітей від її шлюбу, Штефан та Сюзанна Клаттен також є великими акціонерами компанії BMW і входять до її наглядової ради. У 1978 році поліція запобігла спробі викрадення Джоанни Квандт та її доньки Сюзанни. Квандт проживала в Бад-Гомбург-фор-дер-Хеї (земля Гессен).
У жовтні 2007 року німецька громадська телекомпанія ARD у своїй програмі докладно описала роль сімейного бізнесу Квандтів під час Другої світової війни. У результаті чотири члени сім'ї оголосили від імені всіх Квандтів про намір профінансувати дослідницький проєкт, в рамках якого історик вивчить діяльність сім'ї за часів правління Адольфа Гітлера.
Станом на серпень 2014 року статки сім'ї Квандтів оцінювали в 46,3 мільярда доларів США. Джоанна Квандт померла на 90-му році життя у своєму будинку в Бад-Гомбург-фор-дер-Хеє неподалік Франкфурта-на-Майні.
Створила фонд Johanna Quandt Stiftung для навчання ділових журналістів-початківців. Фонд також присуджує призи за визначну ділову журналістику. У 2009 році була нагороджена орденом «За заслуги перед Федеративною Республікою Німеччина».